# Wide area file services
Глобальні файлові служби (WAFS) — це технології, які забезпечують консолідацію файлових серверів з віддалених об'єктів в центри обробки даних, не знижуючи продуктивності для кінцевих користувачів.
Завдяки оптимізації зв'язку з віддаленими офісами через WAN, рішення WAFS забезпечують централізацію сховищ даних підприємства. Поєднуючи такі методи, як кешування, оптимізацію протоколів і стиснення даних, що пересилаються по каналах зв'язку, вдається усунути проблеми смуги пропускання і затримки Common Internet File System (CIFS) і NFS, які уповільнюють передачу даних через WAN.
У старій технології WAFS для консолідації даних були потрібні IP-мережі та спеціалізовані з'єднання. Однак в технології WAFS нового покоління застосовується централізована серверна модель, відповідно до якої дані пересилаються в центральний сервер, і при цьому досягається висока продуктивність.